# Sông Đắk KRông
Sông Đăk KRông (tên khác: Sông Đăk N'Bun, Sông Đăk N'Đrung) là một con sông đổ ra Sông Đắk Ki Na. Sông có chiều dài 32 km và diện tích lưu vực là 56 km². Sông Đăk KRông chảy qua các tỉnh Đăk Nông, Đăk Lăk.